# Seiki Ichihara
Seiki Ichihara (市原 聖曠, Ichihara Seiki) is een voormalig Japans voetballer en trainer.

## Carrière
In 1981 werd hij aangesteld als coach van het Japans vrouwenvoetbalelftal voor het Aziatisch kampioenschap voetbal vrouwen 1981. Japan werd uitgeschakeld in de groepsfase. In deze groepsfase verloor Japan van achtereenvolgens Chinees Taipei (0–1) en Thailand (0–2), waarna de 1–0 zege op Indonesië niet toereikend was voor een plaats in de eindronde. 

## Statistieken
| Datum      | Wedstrijd              | Uitslag | Competitie                                  |
| ---------- | ---------------------- | ------- | ------------------------------------------- |
| 07.06.1981 | Japan − Chinees Taipei | 0 − 1   | Aziatisch kampioenschap                     |
| 11.06.1981 | Japan − Thailand       | 0 − 2   | Aziatisch kampioenschap                     |
| 13.06.1981 | Japan − Indonesië      | 1 − 0   | Aziatisch kampioenschap                     |
| 06.09.1981 | Japan − Engeland       | 0 − 4   | Portopia '81 (vriendschappelijke wedstrijd) |
| 09.09.1981 | Japan − Italië         | 0 − 9   | Portopia '81 (vriendschappelijke wedstrijd) |